# Tuvanos
Os tuvanos  (em tuvano: Тывалар, Tıvalar; em mongol: Тува, Tuva) são um povo da Sibéria que vive em Tuva, Mongólia e China. Eles falam tuviniano, uma língua turca siberiana.